# Платон Ангел
«Платон Ангел» — украинский художественный фильм, режиссёра Ивана Войтюка 2010 года. Снят по мотивам пьесы Алексея Коломийца «Дикий Ангел».

## Сюжет
В семье хирурга и хранителя патриархальных семейных ценностей Платона Никитича Ангела наблюдается раскол. Младший сын Павлик, студент-экономист второго курса, тайно женится на 18-летней Ольге, за что был изгнан отцом из дома. Федор, средний сын, влюбился в замужнего врача Клаву. Старший сын Петр, государственный служащий, подписывает разрешение на массовую застройку жилых массивов возле промышленных предприятий, что расценивается отцом как преступление.
В трудные минуты воспоминания старого Ангела переходят во времена былого семейного благополучия.
Действия Платона Ангела — волевые и решительные. Благодаря его вмешательству шаг за шагом семья Ангелов снова собирается вместе.

## В ролях

### Семья Ангелов
- Богдан Ступка — Платон Никитич Ангел, глава семейства, хирург на пенсии
- Ирина Дорошенко — Ульяна, его жена
  - Алексей Зубков — Пётр Платонович Ангел, старший сын, чиновник
    - Наталья Доля — Лида, жена Петра
      - Тимур Бабаев — Никита, сын Петра
      - Майя Кузьмишина — Светланка, дочь Петра

  - Дмитрий Ярошенко — Фёдор Платонович Ангел, средний сын, директор краеведческого музея
  - Ольга Лукьяненко — Татьяна Платоновна Ангел, дочь
  - Вячеслав Николенко — Павел Платонович Ангел, студент, младший сын
    - Валерия Гуляева — Оля, студентка, жена Павлика

### Семья Ангелов в воспоминаниях
- Андрей Саминин — Платон в молодости
- Елена Гончарова — Ульяна в молодости
- Андрей Скильский — Петр в детстве
- Иван Скильский — Фёдор в детстве
- Оля Матковская — Таня в детстве
- Иван Бенькалович — Павлик в детстве

### Другие персонажи
- Валентин Шестопалов — Крячко, сосед Платона
- Остап Ступка — Маляр
- Евгения Гладий — Клава, врач, жена Маляра
- Георгий Дрозд — Кирилл Баган, хозяин фирмы «Оазис»
- Олег Стальчук — Сыч, правая рука Багана
- Павел Пискун — Артур

### В эпизодах
- Владимир Кокотунов — Николай Петрович, редактор журнала
- Георгий Поволоцкий — Штык, бандит
- Олег Гречин
- Вадим Скуратовский — преподаватель
- Юрий Борисёнок
- Виталий Иванченко — бульдозерист
- Николай Карцев
- Алина Костюкова
- Андрей Валенский — Андрюха, охранник
- Павел Цибок — Дима, бандит
- Юрий Молчановский — охранник

## Съёмочная группа
- Автор сценария: Иван Войтюк по пьесе Алексея Коломийца «Дикий Ангел»[1]
- Режиссёр-постановщик: Иван Войтюк
- Оператор-постановщик: Виталий Запорожченко
- Художники-постановщики:
  - Анна Стародуб
  - Данила Таранин
- Композитор: Вячеслав Назаров
- Продюсеры:
  - Игорь Ставчанский
  - Андрей Грушка
  - Олег Павлюченков

## Награды
- 2011 — II Трускавецкий международный кинофестиваль телевизионных фильмов «Корона Карпат» в Трускавце (Украина). Первая премия за лучшую мужскую роль (Богдан Ступка)[2]
- 2012 — XXI Международный кинофорум «Золотой Витязь» в Омске (Россия). «Бронзовый Витязь» в номинации «Телевизионные игровые фильмы»[3]
- 2012 — Х Международный кинофестиваль православного кино «Покров» в Киеве (Украина). Третья премия в номинации «Игровое кино»[4]